# Mašići (gmina Gradiška)
Mašići (cyr. Машићи) – wieś w Bośni i Hercegowinie, w Republice Serbskiej, w gminie Gradiška. W 2013 roku liczyła 1153 mieszkańców.